# ロリータ・コンプレックス

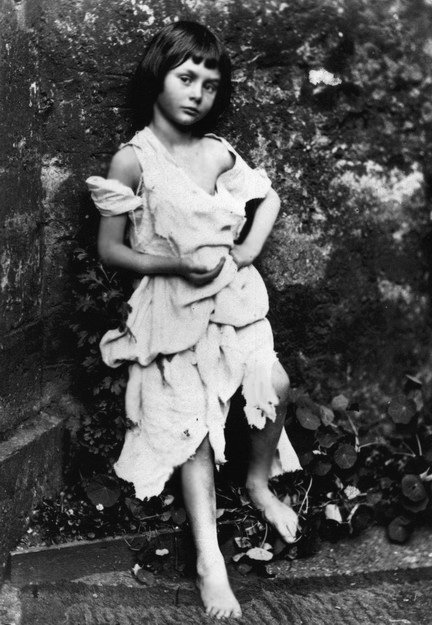
アリス・デイなどで少女愛運動の象徴とされるアリス・リデル（不思議の国のアリスのモデル）

ロリータ・コンプレックス（Lolita Complex）とは、少女への恋愛感情（少女愛）。また、その恋愛感情を持つ者である。Lolita（ロリータ）とComplex（コンプレックス）から成る和製英語であり、ロリコンと略されて使われることが多い。
ロリータはウラジーミル・ナボコフの小説『ロリータ』に由来し、登場人物である中年の男性が愛する年の離れた少女の愛称である。

## 概要
ロリコンの対象と見なされる年齢は、現在の日本においては、定義上は13歳以上の未成年の少女であるが、一般的に未成年の少女を対象とする人全般を指す俗称として定着している。
日本では1970年代から1980年代前半にかけて、性的に未熟な幼女・少女を描写した写真やビデオやマンガが大量に出版され、俗に「ロリコン・ブーム」といわれる社会現象となった。それらの消費者は主に思春期から青年前期の男性とされ、心理的な発達の未熟さから同年代の女性ではなく空想上の幼い少女に憧れるという解釈や、当時は性的に成熟した女性の性器やヘアの描写は法的に規制されていたが、性的に未熟な少女については対象外であったためポルノグラフィとして流行したともされる。
欧米で言うロリータ・シンドロームやペドフィリアとは近いが別の概念であり、日本特有の用語だったが、海外へはオタク文化の広まりとともに、アニメやマンガなど二次元の少女に対する性愛を指す「lolicon」の語で取り入れられている。なお英語で「Lolita」と言った場合、「ロリコン」を指す言葉ではなく、ゴスロリなどやはり日本のロリータ文化に由来する「Lolita fashion culture」のことを指す場合もあるために注意が必要。

## 言葉の由来
日本でロリータ・コンプレックスという言葉がいつどのようなきっかけで使われるようになったか、明確には判明していない。言葉自体は1969年に出版された『ロリータ・コンプレックス』（ラッセル・トレーナー）の邦訳が日本での初出とされているが、それは「少女が中年男性に関心を抱く」という意味で用いられているものであり、ここで説明している概念とは正反対のものである。
澁澤龍彦が1972年に発表した『少女コレクション序説』では、トレーナーの『ロリータ・コンプレックス』における「ロリータ現象」を論じながら、「むしろ視点をハンバート（編注：ナボコフ『ロリータ』の主人公である幼児性愛者）、いや、ナボコフ自身の側に置いて眺めるべき問題ではなかろうか」と、「ロリータ現象」を少女視点ではなく男性視点で捉えるべきではという意見を述べていて、これを現在の用法の発祥とする見解がある。1974年に和田慎二が『キャベツ畑でつまずいて』のなかでロリータ・コンプレックスという言葉をすでに用いており、これが初出とは判明していないが、ここで説明している概念を表すものとしては初期の用例とされている。なお、1973年の萩尾望都『ポーの一族』～『メリーベルと銀のばら』にも同じ言葉が見られ、要するに1973年時点では既に用語としては少女漫画でも普通に使われるレベルで世間に定着していた模様。
「ロリコン」という略称の発祥もはっきりしておらず、おそらくはマザーコンプレックス（マザコン）同様の過程で作られた略称であることと、1970年代後半頃から用いられ始め、1980年頃から急速に広まったということが判明しているのみである。一説には、アンダーグラウンドなロリコン雑誌で用いられたことを発祥元とする見解もあるが、定かでない。「ロリコン」の用語は、1982年の「ロリコン・ブーム」によって世間に定着した。

## ロリコン・ブーム

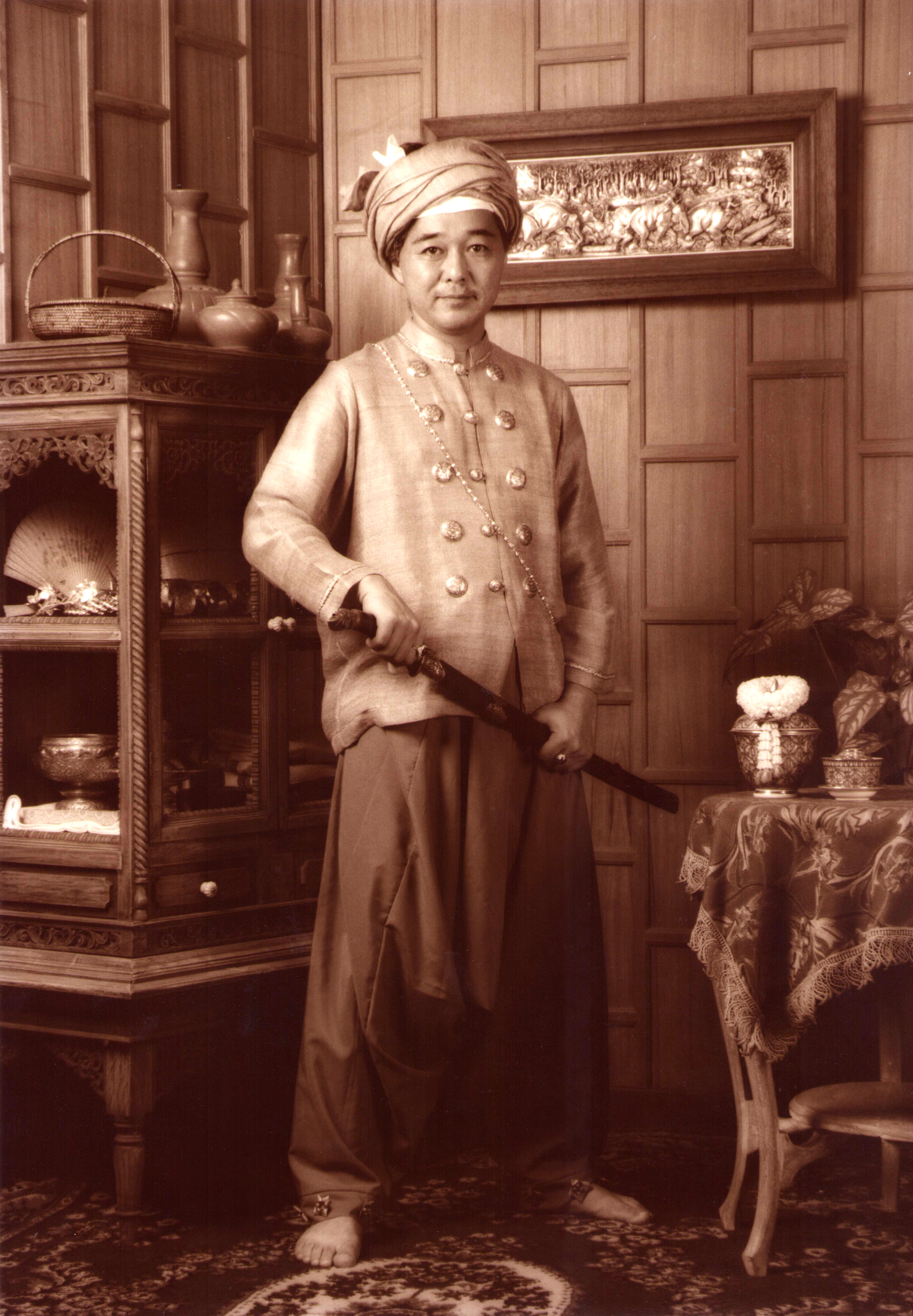
日本初の少女愛専門誌『少女アリス』（アリス出版）編集長として吾妻ひでおに史上初のロリコン漫画を発注し、移籍先の群雄社出版では『街には女の子たちがいっぱい』『ありす』『ロリコン大全集』を企画編集した川本耕次。三和出版発行の『ロリコンHOUSE』監修者、ロリータ官能小説家としての顔も持ち、その業績から「ロリコン・ブームの仕掛人」と呼ばれている。

1982年、「ネクラ」「（ほとんど）ビョーキ」とともに「ロリコン」が若者の流行語となり、新聞や雑誌で特集が組まれるほどになった。1982年当時、「ロリコン」は「ネクラ」とともに日本じゅうの若者をむしばむ「ビョーキ」だと言われて嫌がられる場合もあったが、「ナウい」と言われて持て囃される場合もあった。
この時期には文字通り、ロリコンをテーマとする漫画・雑誌・アニメ・写真集などがブームとなり、盛んにリリースされた。時代としては、アイドルの伊藤つかさがデビューした1981年（昭和56年）ごろから、有害コミック騒動が起こった1991年（平成3年）ごろまでの期間に当たる。
1982年、内山亜紀の『あんどろトリオ』が『週刊少年チャンピオン』に掲載され、『がきデカ』『ドカベン』に続く看板作品となったことがマスコミで話題となり、「ロリコンブーム」として取り上げられる。同時期には、「2大ロリコン雑誌」とされる『レモンピープル』（あまとりあ社）と『漫画ブリッコ』（セルフ出版）が創刊。ロリコン同人誌のアンソロジーである『ロリコン白書』（白夜書房）とブーム当事者が総決起した川本耕次編集のムック本『ロリコン大全集』（群雄社出版）が刊行された1983年頃がブームのピークである。当時はまだ「劇画」調の絵柄が主流だった中、新しい感覚と絵柄を持った多数の若いクリエーターが、「ロリコンブーム」に乗る形で同人からプロにデビューした。
ブームの最盛期は、とりあえず何でも「ロリコン」と付けて売られていたが、1980年代後半になると「ロリコン漫画誌」の後を受けた「美少女漫画誌」が多数創刊され、また「ロリコン漫画誌」でデビューした漫画家が一般誌・少年誌で連載を持つなどして、このような絵柄が珍しくもなくなり、ブームは落ち着く。1988年には東京・埼玉連続幼女誘拐殺人事件が発生し、1989年に犯人である「M君」の逮捕を経て、「有害コミック騒動」が勃発。その結果、1991年には業界においてロリコン・コミックの自主規制が開始され、ブームは終息する。
創作物に関しては、一般流通で販売された作品の他に、「フェア」（イベントのこと。具体的に言うとコミックマーケット）や「まんが専門店」において「頒布」の形式をとって流通した「ファンジン」（現在で言う同人誌）があり、それぞれ研究の対象となっている。当時のロリコンブームの担い手は大学生であり、特に大学の漫研やアニメ研をはじめとする「同人」による「同人誌」（これが本来の意味の「同人誌」）がブームの中心を担った。中には吾妻ひでおなど当時の第一線のプロの手によるロリコン同人誌も存在する。1981年当時、漫画専門誌『ふゅーじょんぷろだくと』傘下の漫画・同人誌専門店「ふりー・すぺーす」でロリコン特集を企画した編集部員の緒方源次郎（現・小形克宏）によると、購買層としては高校生が中心で、次いで大学生だったという。中には修学旅行で上京したと思しき高校生もおり、東京の同人誌即売会や同人誌専門店がブームの中心ながら、アニメ雑誌や漫画雑誌の特集、商業出版されたロリコン同人誌のアンソロジーなどを通じて、影響としては全国に波及していた。
しかし、ロリコンブームの火付け役と考えられる吾妻ひでおや沖由佳雄の同人誌『シベール』（1979年）をはじめ、当時の同人誌はほとんどは商業出版されておらず、研究者が自力で発掘する必要がある上に、発行者や発行年すら不明の物も多く（ある程度絵柄で判断できるが、プロデビュー後と全く違う絵柄の人もいる）、ロリコンブームの実態についてはよく解っていない。コミックマーケットの代表である故・米沢嘉博の遺族が2009年に明治大学に寄贈した、推計十数万冊に及ぶ「明治大学 米沢嘉博記念図書館」の蔵書が特筆すべき同人誌のコレクションで、研究者による解読を待っている。
ブームの中心を担ったクリエーターとしては、吾妻ひでおや内山亜紀、両者をロリコン漫画家として見出した編集者の川本耕次などがいる。同時代的な評価としては、同じく当時の流行語である「ビョーキ」「ナウい」などと絡めて批評した物や、ナボコフの『ロリータ』と絡めて批評した頓珍漢な物も多いが、一方で米沢嘉博は、若者の表現の幅を広げたという意味でブームに対してポジティブな評価をしている。コミックマーケットの代表として、または一般誌のライターとして、あるいはロリコン専門家「曽呂利太」として、同時代にロリコンブームを擁護した米沢の功績は大きい。 
なお、1970年代から1980年代にかけては実写の少女写真集もブームとなった。これは、現在は「児童ポルノ」として、単純所持が違法になっており、入手することも参照することもできず、したがって論じることもできない。かつては国立国会図書館にも所蔵されており、参照することができたが、除籍されたらしい。

## 「ロリコン」の歴史

### 初期（1970年代）
1969年に『ロリータ・コンプレックス』（ラッセル・トレーナー）の邦訳が出版され、日本で様々な論考が出た。例えば、1971年にはルイス・キャロル研究家の高橋康也が「ロリータ・コンプレックス」をルイス・キャロルと絡めて論じており、また1972年には澁澤龍彦が『少女コレクション序説』を発表し、「ロリータ現象」を論じている。こうした過程で、「ロリータ・コンプレックス」という用語と、その用法が定着する。（なお高橋康也は「ロリータ」の専門家として、ロリコンブームの1981年にアニメ雑誌『アニメック』のロリータ特集号に引っ張り出された）
カウンターカルチャー運動による性の解放は、バイセクシャルなどかつてのタブーを解放し、さらに一部では児童を性的対象とする究極のタブーにまで及んだ。その結果、1960年代後半より、数々の商業目的の児童ポルノ雑誌やビデオフィルムが発売されるようになった。ビデオではColor Climax Corporation社の『Lolita』シリーズ、雑誌では『Bambina Sex』『Anna and her Father』、そして『Lolita Sex』などが初期の例である。一部は日本にも入ってきていたらしいが、表立って販売されたものではないため、その実体は不明である。
1960年代後半より少女ヌード写真集が一般書店の店頭に並べられ始めた。『ニンフェット・12歳の神話』（剣持加津夫・撮影、1966年）や、『少女アリス』（沢渡朔・撮影、高橋康也・訳文、1973年）などが初期の代表例だが、性的な要素はほとんどなく、建前としてはあくまで「芸術」として販売された。それでも、『プティ・フェ』（石川洋司・撮影、1979年）や『Little Pretenders 小さなおすまし屋さんたち』（山木隆夫・撮影、1979年）などはかなり売れたらしい。『リトルプリテンダー』はかなり露骨で、1985年のロリコン写真集の規制の際にもロリコンブームの火付け役としてやり玉に挙げられた。
また、1979年開催のファンジンイベント（同人誌即売会）「コミックマーケット11」では、漫画家の吾妻ひでおが主宰する無気力プロによる、日本初の男性向けエロマンガ同人誌とされる『シベール』が頒布された。
この『シベール』が起爆剤となり、黎明期のおたく文化やサブカルチャーが合流する形で「ロリコンムーブメント」が1979年ごろより起こった。もっとも、同人誌「シベール」は1981年に「終了」（廃刊）となり、これに追随するファンジンは多く現れたものの、コミケの主流は「ロリコン」ではなく「美少女もの」や「アニパロ」ジャンルになっていく 。

### ロリコン・ブーム（1980年代前半）

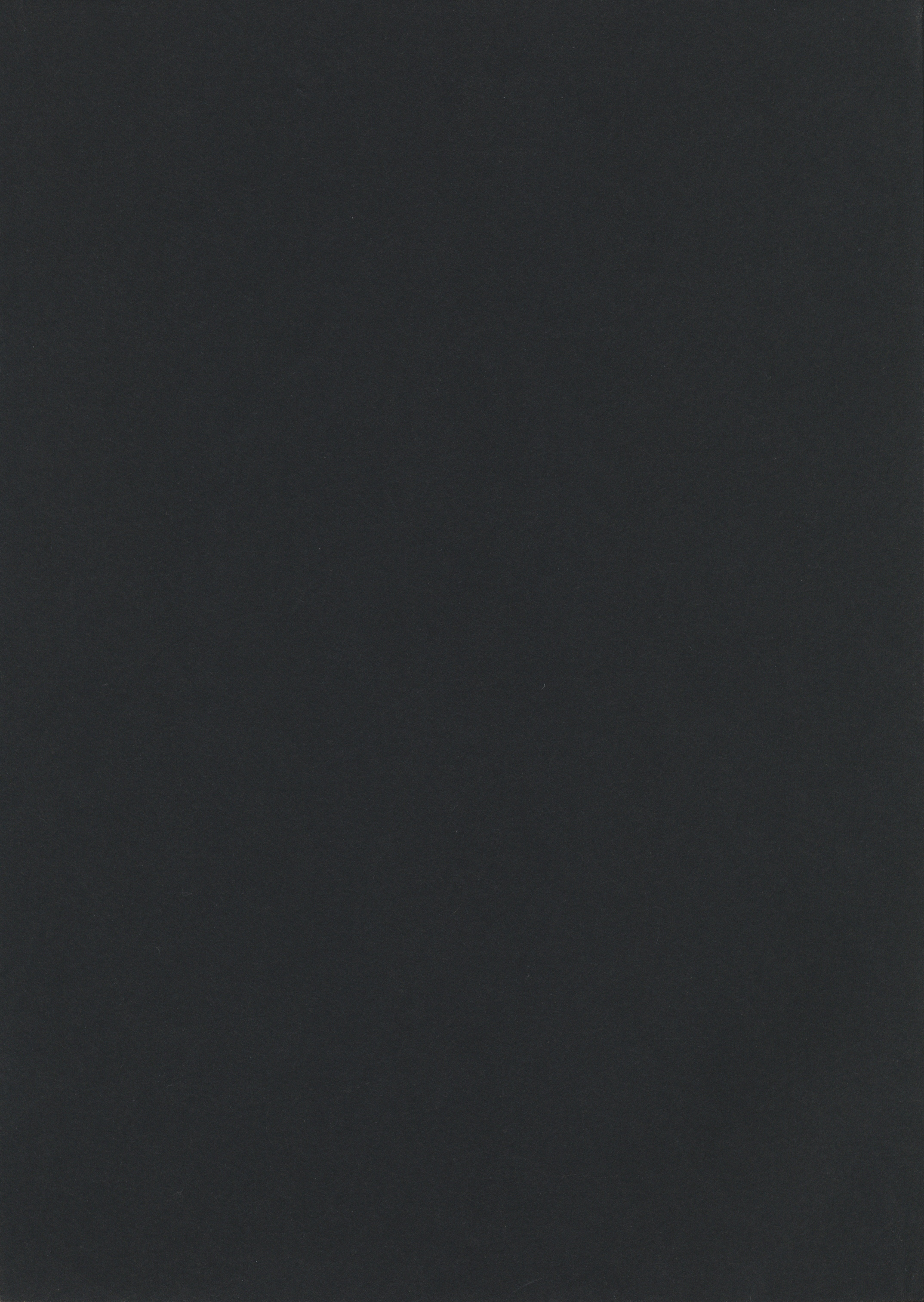
「謎の黒本」と呼ばれた日本初のロリコン漫画同人誌『シベール』（1979年）

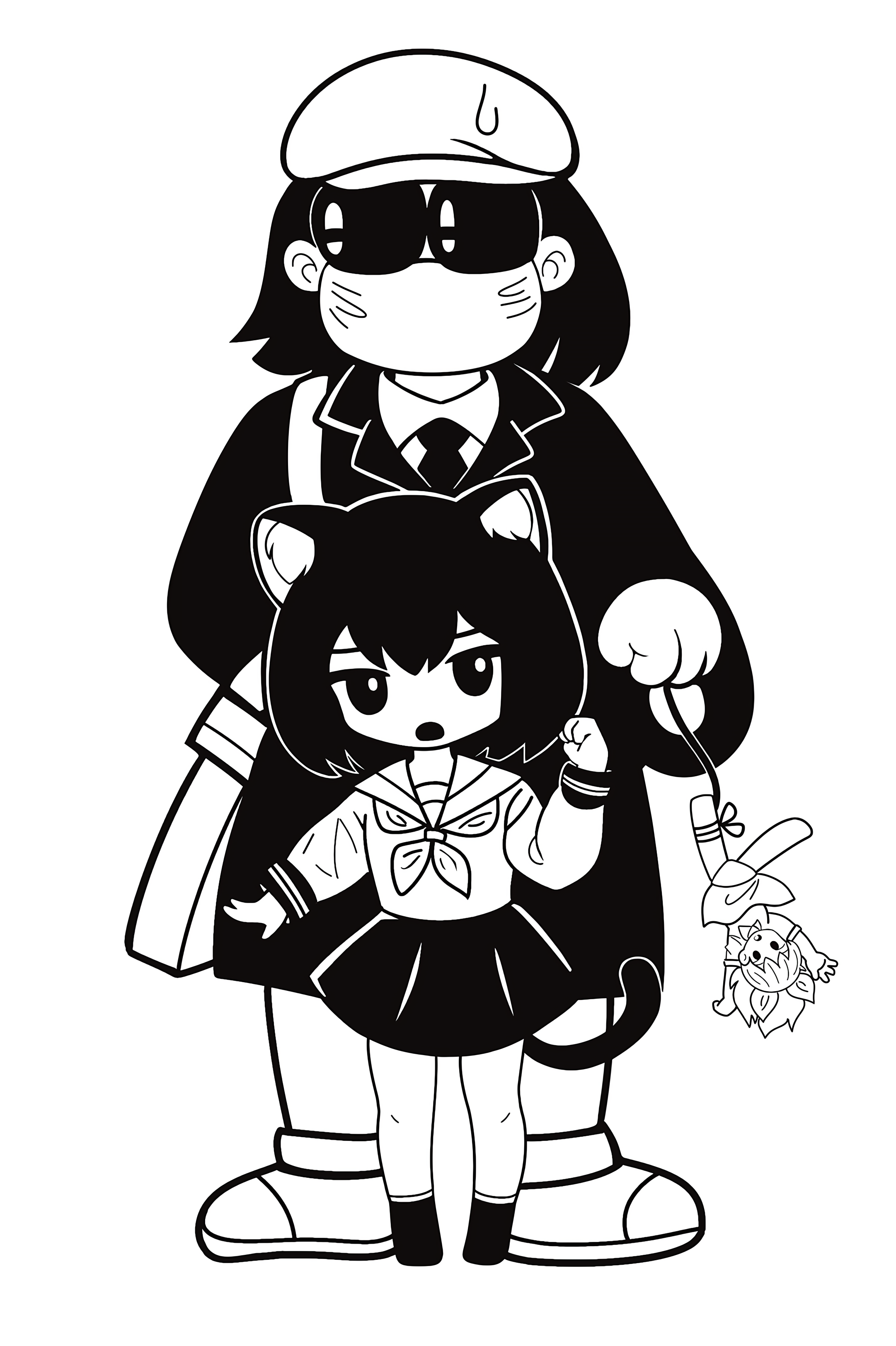
黎明期のロリコン同人誌『愛栗鼠』『シベール』『幼女嗜好』創刊者である蛭児神建。変質者のコスプレで同人誌即売会に出没していたことから当時のコミケの風物詩となった。

1980年頃から幼少女への性愛を扱った表現が人気を集めるようになる。ロリコンブーム最初期、商業誌において代表的なロリコン漫画家とされたのは『漫画エロトピア』や『漫画エロジェニカ』などで活躍していた野口正之と中島史雄で、後の観点から言えば、まだ「ロリコン漫画」というより「エロ劇画」の色が濃かった。これらの作品は、漫画史においては「ロリコン劇画」と呼ばれる。いわゆる「ロリコン漫画」の絵柄ではなく、当時の実写アイドル（いわゆる「ロリコンアイドル」）に寄せた絵柄で、当時のアニメの絵柄に親しんだ若者世代の支持は得られなかった。
商業漫画雑誌としては、1981年12月創刊の『レモンピープル』（あまとりあ社）が世界初のロリコン漫画雑誌であり、若者世代に絶大な人気を博する。これを受け、エロ劇画誌の『漫画ブリッコ』（白夜書房）が1983年5月号をもってロリコン漫画雑誌へと鞍替えする。ロリコン漫画誌の創刊ラッシュとなる中、ロリコン漫画ブームと入れ替わる形でエロ劇画ブームは完全に終息する。
1982年より野口正之から改名した内山亜紀が少年誌の『週刊少年チャンピオン』（秋田書店）に連載開始した『あんどろトリオ』の大ヒットを機に、マスコミも「ロリコン・ブーム」を取り上げはじめ、ロリコンという言葉は急速に一般化した。内山亜紀は一般漫画誌で活躍する一方で、同時期には露骨に幼女性愛を扱った『ロリコン・ラブ』（1983年、久保書店）を刊行している。
また、一時はマイナー誌や同人誌を主戦場にしていた中堅漫画家の吾妻ひでおも、この時期には『ななこSOS』（1980-1985、アニメ版は1983年）のヒットを飛ばした。吾妻ひでおは、内山亜紀と並んでしばしばロリコン漫画の旗手として称され、漫画評論家の大塚英志もロリコン漫画の「テンプレート」をつくりあげた彼の功績を強調している。
この1980年頃から1984年頃までが「ロリコン・ブーム」の最盛期であり、多くの写真集・雑誌・特集本などが出版された。
芸能界では、松本伊代や伊藤つかさなどが「ロリコンアイドル」として人気を博した。1981年当時、松本伊代はまだ16歳だった。
アニメでは、『ルパン三世 カリオストロの城』（1979年）のヒロイン「クラリス」がロリコンアニメファンに熱烈な支持を受けた。アニメファンの間では、その製作者として宮崎駿が評判となり、アニメ雑誌『アニメージュ』（徳間書店）では数度にわたって特集が組まれ、ついには漫画『風の谷のナウシカ』（1982年 - 1994年）を連載させるに至るが、この「ロリコンアニメ」ブームは一部のアニメファンの間だけに留まり、「ロリコンアニメ」が社会現象となるのはOVA『くりいむレモン』（1984年）の発売以降となる。
ピンク映画では、日活が「にっかつロマンポルノ」作品として1983年に『ロリコンハウス おしめりジュンコ』（青木琴美主演）を製作したことがある。ゲームでは、エニックス（現・スクウェア・エニックス）が1983年に『ロリータ・シンドローム』というそのまんまのタイトルのエロゲーを出している。パッケージ曰く、「そ～ですぼくはロリコン」。つまり「ロリコン」という用語がそれくらいカジュアルに使われていた。

#### アニメファンにおける流行
米澤嘉博によれば、「ロリコン」の言葉がアニメファンの間で流行したのは、宮崎駿監督作品『ルパン三世 カリオストロの城』（1979年）のヒロインであるクラリスの人気が非常に高まったことによるものであり、具体的には1980年に発行されたファンジン（同人誌）『クラリスマガジン』（さえぐさじゅん）がその発端であるという説もある。
また吾妻ひでおと米澤は『月刊OUT』（みのり書房）1982年3月号の対談で、漫画ファンの間では当時ロリコンという言葉がたびたび用いられていたと証言している。
少女愛を大っぴらにすることはそれまでタブーとされていたが、このロリコン・ブームによってそれが「解禁」された。劇画が主流となり可愛らしい少女キャラクターやラブコメにページが割かれることの少なかった時代にあって、ロリコンというテーマのもとでかつての正統的な少年漫画が「復権」した、と米澤はいう。
その一方で、それまで半ばタブー視されていたロリコンという言葉（あるいは概念）が表舞台に登場し、「金バッジのように」堂々と自分がロリコンであると宣言する人間まで現れるようになった。ロリコンという概念が、今日でいう「萌え」に非常に近い、少女を精神的に愛しむ感覚のことを指していたのである。例えば『アニメージュ』1982年4月号の付録は「ロリコン・トランプ」だった。ナボコフやキャロルといった文学を引き合いに出すことも可能なロリコンという言葉は、ある意味で「トレンディ」なものだったのである。

### 1980年代後半
1980年代後半になると、漫画史的には、かつて「ロリコン漫画」と呼ばれたものは「美少女漫画」と呼ばれるようになるが、当時のマスコミでは1991年くらいまで「ロリコン漫画」と呼ばれていた。この時期の主要な「ロリコン漫画」の作家は、洋森しのぶ、森山塔、雨宮じゅんである。特に森山塔の『ロリコン日記 よい子の性教育』（1985年）は無名作家の処女作ながら非常に売れ、一般マスコミでも盛んに取り上げられた。森山塔『あとは寝るだけ』（1987年）の売上は20万部を超えたという。商業では『ハーフリータ』（1986年創刊）や『キャンディCOMIC』（1987年創刊）など美少女漫画雑誌が大量に創刊されたが、一方同人では、ロリコン同人誌の勢いはなくなり、やおいの時代に入った。
「ロリコンアニメ」は『くりいむレモン』シリーズ（1984年-）が爆発的なヒットとなる。

#### ロリコン規制
1985年頃から『週刊女性』などの女性週刊誌、あるいは一般誌において、ロリコン表現に対して「少女がロリコンの欲望の餌食に」といったバッシング記事が載るようになっている。1980年代には「新人類」という言葉に象徴される世代間文化の断絶、自らの嗜好やファンタジーを突き詰めて「内閉的」とみえる文化を作り上げた特定の若者層への、一般社会からの漠然たる不安があった。
1985年4月、練馬区職員（児童厚生係）の男性が少女を暴行し、その際の写真をロリコン雑誌『ヘイ!バディー』（白夜書房）に投稿していたことが判明し、大問題となった。1985年10月、同年8月に発売された『ヘイ!バディー』増刊『ロリコンランド8』（白夜書房）など3誌が猥褻図画頒布の容疑で摘発された。
その後も1987年（昭和62年）には『プチトマト』（清岡純子・撮影）42号が発禁となるなど、ロリコン雑誌に対する弾圧が相次ぎ、ロリコンムーブメントは弱体化していった。この遠因として、1987年より起こった東京・埼玉連続幼女誘拐殺人事件があった。
1989年、東京・埼玉連続幼女誘拐殺人事件の犯人が逮捕された。犯人の「M君」は奇しくも、当時『魔女の宅急便』（1989年）が大ヒット中のアニメの巨匠であり、ロリコンアニメブームの火付け役でもある宮崎駿と同姓であり、マスコミでもかなりネタにされた。マスコミに公開された「アニメ」「ロリコン雑誌」「ホラービデオ」が散乱した犯人の部屋の写真のインパクトは強烈で、これ以後ロリコンに対するバッシングが苛烈になった。その勢いは漫画にも波及し、「有害コミック騒動」が勃発。その結果、1991年には業界においてロリコン・コミックの自主規制が開始され、ロリコンブームは終息する。

### 1990年代以後
ロリコン弾圧により、写真分野は決定的な打撃を受けた。1989年以降日本国内での撮影が困難になり、東南アジアやロシアに撮影の場所を移したが、1999年の児童買春・児童ポルノ禁止法により、日本国内における販売も禁止され、壊滅状態となり、以降はジュニアアイドル産業に場を譲った。しかし、着衣のイメージビデオにもかかわらず、小中学生に小さなTバックの水着や肌着を着用させローアングルから撮影したDVDが児童ポルノと認定され、2007年に心交社が摘発を受け逮捕されるなど、さらなる締め付けが続いた。2014年の「改正児ポ法」施行に伴い、「ジュニアアイドル」DVDに対する締め付けがさらに強化され、実店舗からは撤去された。ネット上でもほとんどの大手書店では販売が終了した。

## サブジャンル

### ロリコン写真集
「少女写真」の愛好家は古くから存在していたが、1970年代から1980年代にかけてのロリコンブームに便乗する形で、少女のヌード写真集が多数発売され、「ロリコン写真集」として脚光を浴びた。「芸術」を標榜した物もあったが、基本的には性的な目的で消費された。
当時はロリコン写真雑誌が盛んに刊行されており、1985年当時、大手の『ヘイ!バディー』は8万部、増刊『ロリコンランド』は2万部、ライバル誌『ロリコンHOUSE』（三和出版）は4万部の発行部数があったという。その理由の一つとして、「性器の無修正写真が見られる」というのがあった。当時は陰毛の有無が「わいせつ物」の基準であり、陰毛のある成人女性のヌードは法的に「わいせつ物」とみなされ、強く規制されていたが、陰毛の無い少女のヌードは「わいせつ物」とはみなされなかったため、一般紙のグラビアに載るほどメジャーな存在であった（なんせ「ロリコン・ブーム」なので）。しかし、『ロリコンランド8』の発禁事件において「少女のワレメもわいせつ」との判決が下され、少女の局部の無修正写真が禁止された。役目を終えた『ヘイ!バディー』は同年11月号をもって自主廃刊した。
なお、1970年代以前からの少女写真の愛好家は、1980年代以降に現れた「ロリコン」と自分たちを同一視されることを嫌がっていた（少なくとも、少女写真評論家はそのように公に論じていた）。例えば、1980年代から1990年代にかけて少女写真評論家として重きをなした飯沢耕太郎は、「少女」とは「性交不可能な年齢」と定義して性的なイメージを排除し、1989年の東京・埼玉連続幼女誘拐殺人事件後のロリコンバッシングの時代において、（少女の写真と髪の毛を一緒にコレクションしていた）ペーター・アルテンベルクのような少女写真愛好家には「M君（編注：連続幼女誘拐殺人事件の犯人）のような密室の陰湿さはない」とし、少女写真コレクターと「少女ヴィデオとかロリコン漫画」「セックスしちゃう方」を愛好するM君のような人間が混同されることを拒絶した。
もっとも、外部から見れば同じ穴の狢であった。「ロリコン漫画」が1990年代初頭のバッシングを乗り越え、2000年代以後も出版が許可されているのに対し、当時の飯沢が擁護した実在少女の裸体写真は全て「児童ポルノ」とみなされ、1998年の児ポ法施行以降、飯沢の『少女古写真館』（2001年）や『少女アリス』（2003年復刊）などごくわずかの例外を除いて出版が禁止された。2014年の改正児童ポルノ禁止法禁止により、単純所持も禁止された。
禁止後もアンダーグラウンドには存在し、時折日本で逮捕者が出ている。1980年代以降、児童ポルノは多くの国で禁じられ、これらの雑誌は消滅するが、現代ではダークウェブや法規制が不十分な発展途上国にコンテンツ供給網が移行している。また、1980年代から児童ポルノの制作地は東南アジア、南アジア、さらには南アメリカが活発になり、日本を筆頭とする先進国から後進国への児童売春ツアーなども行われるようになった。1987年には、ペドフィリアを擁護する論壇誌『Paidika: The Journal of Paedophilia』が発刊された。

### ロリコン漫画

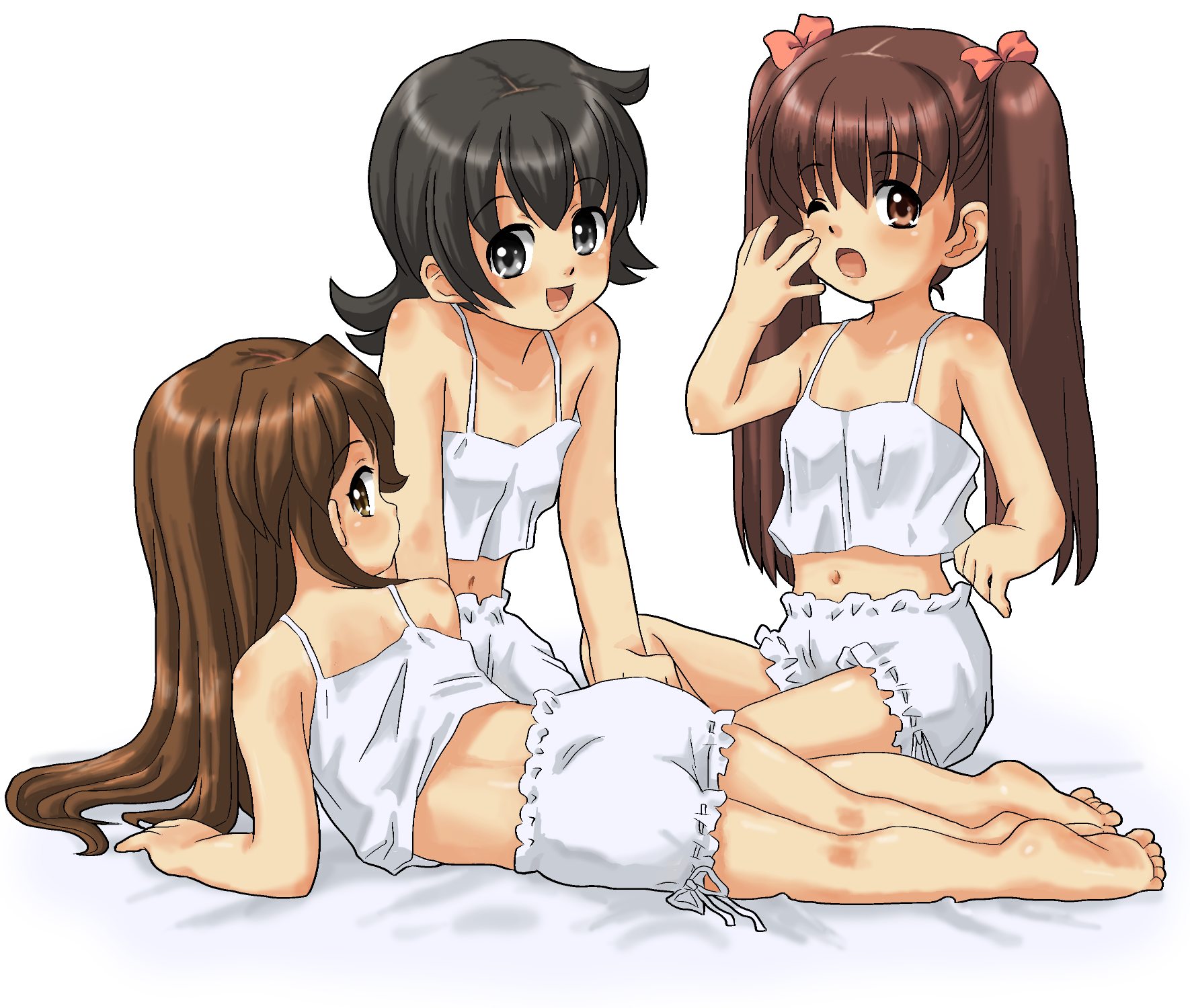
「ロリコン漫画」「ロリコンアニメ」は、未成年の少女（通常は4〜12歳）を性的に描写することがよくある。

1980年代前半に「ロリコン漫画」が流行した。のちの「美少女コミック」の元祖に当たる。
米澤嘉博によると、日本初のロリコン漫画雑誌は1981年12月創刊の『レモンピープル』（あまとりあ社）だとされている。当時の主力作家はやはり内山亜紀と吾妻ひでおであった。
1983年、エロ劇画雑誌であった『漫画ブリッコ』（白夜書房）が1983年9月号をもって、それまで毎号掲載してきた少女ヌードの写真グラビアを読者からの不評によって廃止した。さらには表紙絵を南伸坊から谷口敬に交代し、リアルな写実劇画からも決別して、より記号的な漫画をメインとする創作誌となった。これが日本で2番目のロリコン漫画雑誌とされる。
この『レモンピープル』と『漫画ブリッコ』が、当時の2大ロリコン漫画雑誌とされる。いわゆる「エロ漫画雑誌」であるが、当時の漫画はまだまだ劇画調が主流で、このようなかわいい絵柄の漫画は少なかったこともあり、エロ抜きで支持者がおり、女性読者や女性執筆者も少なくなかった。
米澤が注目するのは『レモンピープル』の1982年9月号である。この号では、読者による誌上討論という形で「ロリコンにエロは必要か」というテーマの是非が争われていたのだ。ただし、ここでの「エロ」とはそれまで主流であった劇画調のエロティシズム描写のことである。大塚英志はロリコン漫画とエロ劇画との最大の違いを「犯す主体」の喪失だとしている。
漫画やアニメの幼女・少女キャラクターを自由に物語化して表現することも同人誌活動の間で普及していく。こうした現象は評論家の注目を集めるようになる。1983年、評論家の中森明夫は『漫画ブリッコ』の誌上コラム『おたくの研究』（「『おたく』という用語の発祥地」として後に有名になる）において、これらの趣味をロリコンと評し、そのなかでも生身のアイドル少女に執着するものと、漫画やアニメの創作キャラクターなどに執着するグループとに分けている。しかし中森の研究論に対し、読者からはおたく差別的だとして批判され、のちに編集長の大塚英志によって連載は打ち切られる事となった。
『漫画ブリッコ』は1985年に廃刊し、『漫画ホットミルク』に移行。この頃には『プチ・パンドラ』（1984年創刊）や『ハーフリータ』（1986年創刊）やなどフォロワー雑誌が大量に創刊され、市場の拡大とともにこのような絵柄の漫画が珍しくもなくなり、「美少女コミック」と呼ばれるようになった。
一般誌としては、徳間書店アニメージュコミックス『美少女まんがベスト集成』として1983年より刊行された「プチアップルパイ」がある。『漫画ブリッコ』 の大塚英志を編集長とし、ロリコン色を強めた。『プチアップルパイ』の主要作家だったかがみあきらは1984年に死去し、早坂未紀は引退。『プチアップルパイ』最終号の編集後記には、「ロリコンブーム」に便乗して創刊されたことが明記されているが、あさりよしとおやちみもりをなど『プチアップルパイ』の残ったメンバーを主軸に1985年に『月刊少年キャプテン』が創刊される頃には「ロリコン漫画」のブームはピークを過ぎており、『少年キャプテン』は「ロリコン雑誌」でも「美少女雑誌」でもなく「少年誌」に分類される。幼女の宇宙的な日常を描いた『少年キャプテン』の看板作品『宇宙家族カールビンソン』（あさりよしとお）なども、普通に「少年漫画」に分類される。
後に『ドラゴンクエスト列伝 ロトの紋章』（1991年-1997年）で知られる藤原カムイなども、1983年頃の『プチアップルパイ』『漫画ブリッコ』で活躍した「ロリコン漫画」の主要な作家に分類される。本来なら「ロリコン」というジャンルに留まらないたくさんの作家が「ロリコンブーム」に乗って頭角を現し、「ロリコン漫画」と呼ばれた。
後にロリィタ文化の祖とされるアイドルの戸川純も『漫画ブリッコ』を読んでいたとのことで、『漫画ブリッコ』の姉妹誌『いけないCOMIC』（1985年1月号）では藤原カムイが戸川純に漫画の描き方を教える企画が組まれた。
漫画家の武内直子は、蛭児神建が編集したアブノーマルなロリコン漫画雑誌『プチ・パンドラ』を読んでいたそうで、竹内の作品『コードネームはセーラーV』には「プチ・パンドラ」というキャラクターが登場する。

### ロリコンゲーム
ロリコンブームの時期はゲーム業界の黎明期で規制も少ないというのあり、中小のゲーム会社からロリコンゲームが色々と出た。中には後に東証一部上場の大手となるようなところもある。代表的な作品として、エニックス（現・スクウェア・エニックス）の『ロリータ・シンドローム』（1983年）、光栄（現・コーエーテクモゲームス）の『マイロリータ』（1984年）、パソコンショップ高知（PSK）の『ファイナルロリータ』（1986年）などがある。
1986年の177事件後（エロゲが国会で問題となった）、あまり猟奇的なゲームははばかれるようになった。

### ロリコンアニメ
ロリコンアニメの代表作として挙げられるのが、『ルパン三世 カリオストロの城』（1979年）である。ヒロインであるクラリスの人気は高く、アニメ雑誌『アニメージュ』の主催する1981年度（第4回）アニメグランプリでも4位に入賞した。その理由として、監督の宮崎駿は「"ロリコン"人気が集中している」ことを挙げている。他のクリエーターが受賞の喜びを語る中、宮崎のコメントは渋く、当時の若い人は「ロリコンを"あこがれ"の意味で使っている」「あこがれを遊びにしている」「恥じらいがない」それゆえ「ロリコンを口で言う男は嫌い」とのこと。ちなみに宮崎自身は思春期に『白蛇伝』の白娘が好きだったとのこと。
『カリ城』には、主人公による「妬かない、妬かない、ロリコン伯爵」とのセリフがあり、アニメ脚本家の小黒祐一郎によると、この作品で初めて「ロリコン」という言葉を知ったアニメファンも多かったのではないかとのこと。このシーンはロリコンブームの象徴的シーンとして、アニメ雑誌『アニメック』のロリータ特集号（1981年4月号）でも表紙として採用された。
『アニメージュ』1982年4月号では、当時のロリコン族に人気のアニメキャラをカードにした「ロリコントランプ」が付録に付き、ロリコン族に大ウケした。

## 派生語

### アリス・コンプレックス
アリス・コンプレックス（Alice Complex）とは、Alice（アリス）とComplex（コンプレックス）から成る和製語であり、アリコンと略されて使われることが多い。『不思議の国のアリス』におけるアリスのような8～12歳位の少女が好みの人物を指す言葉である。言葉として確立されたのは、ロリコンブームの前後となる 1980年代初頭といわれていて、ロリコンっぽい画風の出始めたエロ劇画誌上で生まれた。ロリコンと区別されることは少なく、使用される頻度は多くない。

### ハイジ・コンプレックス
ハイジ・コンプレックス（Heidi Complex）とは、Heidi（ハイジ）とComplex（コンプレックス）から成る和製語であり、ハイコンと略されて使われることが多い。『アルプスの少女ハイジ』におけるハイジのような5～7歳位の幼女が好みの人物を指す言葉である。言葉として確立されたのは、ロリコンブームの前後となる 1980年代初頭といわれていて、ロリコンっぽい画風の出始めたエロ劇画誌上で生まれた。ロリコンと区別されることは少なく、使用される頻度は多くない。

### 正太郎・コンプレックス
正太郎・コンプレックス（Shotaro Complex）とは、Shotaro（正太郎）とComplex（コンプレックス）から成る和製語であり、ショタコンと略されて使われることが多い。正太郎は、『鉄人28号』の主人公の金田正太郎が由来となっている。その由来の通り、未成年の少年・男子が好みの人物を指す言葉である。当初は、主に少年を好む女性を指す言葉だったが、現在は男性に対しても使用される。

### ベビー・コンプレックス
ベビー・コンプレックス（Baby Complex）とは、Baby（ベビー）とComplex（コンプレックス）から成る和製語であり、ベビコンと略されて使われることが多い。その言葉の通り、生後間もない0～5歳位の乳児が好みの人物を指す言葉である。医学用語であるペドフィリアと区別されることは少なく、使用される頻度は多くない。

## 法令や制度での扱い

### 日本における歴史
近代以前は日本人の平均寿命が50歳に満たなかったこともあり、数え年で10代半ばのうちに成人（元服）するのが常識で、特に女性に関しては結婚をもって大人の仲間入りとみなしていた。
戦国時代後期から江戸時代にかけての女性は14～15歳までに多くが結婚、また武家や公家の娘の場合はそれ以前の段階で他の武将ないしは皇族などの側室や後宮に入るのも当たり前で、少女時代というものがあまりなかったのだという。実際に徳川家康の孫の東福門院は13歳の時に後水尾天皇の女御となり、16歳で最初の出産を経験している。後水尾天皇の父後陽成天皇の女御だった中和門院は11歳で入内し15歳の時に初産、大典侍局は12歳の時に覚深入道親王を産んだと言われる。

一般庶民の間でも、深刻な人口減少に陥った18世紀の東北地方では10代前半の少女婚はごく当たり前に行われていた。しかしその一方で、18世紀後半には中部地方以西では宗門人別改帳等による人口の調査研究によると女子初婚年齢が20歳を越えていたと推測される例が多い。これは江戸時代にはすでに人口増加が原因で自発的な産児抑制が起こり、晩婚化が始まっていたからである。
明治に入ると、旧民法で結婚可能な最低年齢が男子17歳、女子15歳と定められる。実際に童謡『赤とんぼ』の3番で「十五で姐（ねえ）やは嫁にゆき」と謡われるなど、成人年齢（20歳）に達する前に結婚する女子は少なくなかった。

### 日本の法制度
都道府県によって青少年保護条例（淫行条例)が定められ、既婚者若しくは保護者の同意を得た交際や結婚を前提としている真剣交際以外は18歳未満の青少年との淫行が禁じられている場合が多い。
淫行条例について、福岡県青少年保護育成条例事件の最高裁判決では、18歳未満の青少年に対し「不当な手段による性行為」「自分の性的欲望を満足させるだけの性行為」に及んだ場合だけ「淫行」として処罰できるとした。
また17歳の女子高生と性的関係を持った事で愛知県青少年保護育成条例（淫行の禁止）違反の罪に問われていた会社員男性(32)に対して2007年5月23日に名古屋簡裁にて下された判決では、山本正名裁判長は「一定期間に映画を見に行くなどのデートを重ねたこと、女子高生も男性に対して好意を抱いており、合意や心的交流があったうえでのセックスだったことなどから、「淫行」に相当するというには相当な疑問が残る」と述べ、「結婚を前提にしないというだけでは刑事罰との対象とはならない」「『社会通念』を基準にして判断すべき」として無罪判決を言い渡している。

### 日本国外
上記のように近代以前まではごく当たり前に扱われてきており、日本のみならず諸外国でも同様の文化は見られた。欧米でも、日本やイスラム世界同様、以前は平均寿命の低さや女性や未成年に対しての人権意識の低さなどから十代の少女を恋愛対象や結婚対象にすることは容認されていた。しかし現代では再解釈された道徳に従い、先進国では児童性愛を女児に対する人権問題として捉えるようになった。一概にはいえないが、児童ポルノ問題を経て、幼い少女を成人が欲情の対象とすることに対し対策へ向かった社会も目立つ。

イスラム教は性愛に対する戒律が厳しいが、少女婚に関しては例外的に寛容である。その理由は人生の規範とされる教祖ムハンマド・イブン＝アブドゥッラーフが6歳の少女と結婚し、9歳の頃に性交にいたったという故事があるからである。現代でもイスラムなどの一部の国では早婚が奨励されることがある。

法的にはEUの一部のように法規制が緩やかな国もあれば、イギリス・アメリカ合衆国やカナダなどの英語圏では小児や未成年への性愛や性犯罪の態度（クリントン署名による法定強姦罪厳密適用令などで、かなりの州で18歳未満の児童との性交を強姦とみなすなど）は非常に厳しいことで知られる。

ただし、禁忌の度合いと法規制は必ずしも直接的な関係にあるわけではない。これは、違法性において法益侵害と規範逸脱のいずれを重視するかが国により異なること、すなわち法体系の相違に起因する。例えば、日本では法益侵害を重視する学説が優勢であり、社会通念上重大なタブーである近親姦もこれ自体を犯罪として取り締まる法律はなく、近親婚を不許可とするのみである。それに対しコモン・ローを法基盤とする英米では社会規範からの逸脱を重く見る傾向がある。

## 関連年表

### ロリコンブーム前史
- 1955年 - ロリータ・コンプレックスの語源となったウラジミール・ナボコフの小説『ロリータ』が発表される。
- 1968年7月21日 - 高畑勲演出作品『太陽の王子 ホルスの大冒険』（東映／東映動画）公開。
- 1969年 - ラッセル・トレーナーの『ロリータ・コンプレックス』（1966年初版／1974年再販）の日本語訳が出版される。
- 1969年11月 - 剣持加津夫が撮影した日本初の少女ヌード写真集『ニンフェット 12歳の神話』（ノーベル書房）発売。1977年8月と1978年12月には新装版『エウロペ 12歳の神話』（ブロンズ社）が2分冊で再発刊される[53]。
- 1970年 - ロリコンの先駆者である杉本五郎（露木サブロー）が『12歳の神話』を原作にした幻想動画（12分・カラー）を自主制作する[注釈 1]。
- 1970年代初頭 - 西欧諸国でポルノ雑誌が解禁。1970年代後半には「チャイルド・ポルノ」と呼ばれた海外産の児童ポルノが国内で流通する[54]。
- 1971年末 - 旧虫プロダクションの出版部門・虫プロ商事発行の伝説的漫画雑誌『COM』が休刊する。同誌から派生し、吾妻ひでおも参加していた漫画マニアの全国組織「ぐら・こん」の構想も本誌の休刊に伴い頓挫するが、これがのちに同人誌即売会「コミックマーケット」の開催に結実する[55]。
- 1973年12月15日 - 『不思議の国のアリス』をモチーフにした沢渡朔撮影の『少女アリス』（河出書房新社）出版。モデルは当時8歳の外国人少女サマンサ[53]。
- 1973年1月 - 萩尾望都『別冊少女コミック』1973年（小学館）1月号～3月号連載『ポーの一族～メリーベルと銀のばら』。「ロリータ・コンプレックス」という言葉が登場するが、単行本（1974年出版）には加筆修正があるため、これが後記『キャベツ畑でつまづいて』に先駆けていたかは不明。
- 1974年6月 - 少女漫画家の和田慎二が『別冊マーガレット』（集英社）6月号に「アリス」をテーマにした『キャベツ畑でつまずいて』という短編漫画を描く[56]。漫画における「ロリータ・コンプレックス」という言葉の最も早い用例[57]。
- 1975年1月 - 吾妻ひでおの『やけくそ天使』が『プレイコミック』（秋田書店）1月11日号より連載開始。
- 1975年4月 - コミックマーケットの創設母体となった漫画批評集団「迷宮'75」が結成。結成メンバーは漫画情報批評誌『いちゃもん』（萩尾望都FC「モトのトモ」を母体として1973年に結成されたコミック・プランニング・サービス発行）の原田央男・式城京太郎、大阪の漫画評論誌『まんがジャーナル』（構雄会）の亜庭じゅん・高宮成河、そして明治大学SF研究会に所属していた米沢嘉博の5人。その後「迷宮'75」が発行した『漫画新批評大系』創刊号所載『ポルの一族』（原田央男）において「ロリータ・コンプレックス」という言葉がいち早く用いられる。
- 1975年12月21日 - まんがファンが創造的に交流する「場」の構築を目的に同人誌即売会「第1回コミックマーケット」（C1）が批評集団「迷宮'75」の企画・主催で開催される。会場は日本消防会館会議室（東京・虎ノ門）で参加サークルは32、参加者は約700人。当時の参加者は少女漫画ファンの女子中高生、漫画誌『COM』の流れを汲む創作系漫画サークル、女子大の漫画研究会が中心であった[58]。
- 1976年 - ヌーディスト村で撮影された少女ヌード写真集『モペット』を輸入販売（リプリント販売）しようとした業者が税関で摘発され、1980年にわいせつ図画販売で有罪判決を受ける[59][60]。
- 1976年頃 - 神田神保町の芳賀書店に海外輸入のチャイルド・ポルノが並ぶようになり、ロリコンの拠点となる[53]。
- 1976年9月 - 吾妻ひでおの出世作にして代表作のひとつ『ふたりと5人』が『週刊少年チャンピオン』（秋田書店）37号で連載終了。
- 1977年〜1978年 - 成人男性と少女の性行為を主体としたデンマーク産の児童ポルノ『ニンフ・ラバー』（1976年）のコピーが国内で流通するようになる[61][54]。後に日本でも同誌を模したロリコン雑誌『にんふらばぁジャパン』（麻布書店／1985年6月創刊）が刊行された[53]。
- 1977年頃 - 江古田に喫茶店「まんが画廊」が開店する。
- 1977年頃 -  川本耕次が「迷宮」集会に参加。「迷宮'77」内に「三流劇画共斗会ギ」発足。
- 1977年3月 - サブカルチャー雑誌『月刊OUT』（みのり書房）創刊。創刊2号目の『宇宙戦艦ヤマト』特集が大ヒットしたためアニメ雑誌に転向。後に「おたく」と呼ばれるアニメファンに大きな影響力を及ぼすことになる。
- 1977年夏 - 作者不詳の官能小説『ペピの体験』（原書は1906年初版／富士見ロマン文庫）と少女ヌード写真集『モペット』が市場に出回り始める[20]。
- 1977年9月 - 自販機本『劇画アリス』（アリス出版）創刊。初代編集長は亀和田武。1979年から「迷宮'79」が編集に参画、米沢嘉博が2代目編集長となる。
- 1977年10月21日 - 清岡純子撮影の少女ヌード写真集『聖少女』シリーズ（フジアート出版）刊行開始[53][62]。
- 1977年12月13日 - 葦プロダクション製作のテレビアニメ『女王陛下のプティアンジェ』（朝日放送）放送開始。
- 1977年12月31日 - 漫画批評同人誌『漫画新批評大系』（迷宮'77）第2期1号（通巻7号）に川本耕次と米沢嘉博が「三流劇画ミニマップ」を書く。三流劇画ブームの幕開け[63]。
- 1978年4月4日 - テレビアニメ『未来少年コナン』（NHK）放送開始。
- 1978年7月14日 - 映画『シベールの日曜日』が東京12チャンネル（現・テレビ東京）PM10:00〜11:40で放送[64]。
- 1978年8月 - 『月刊OUT』（みのり書房）8月号にて初の吾妻ひでお特集「吾妻ひでおのメロウな世界」掲載。仕事場公開、インタビュー、漫画など全20頁。特集スタッフは「迷宮」関係者で固められ、漫画論は米沢嘉博、イラストはさべあのま、編集は川本耕次が担当[65]。
- 1978年9月 -  ニューウェーブ系の三流SF漫画誌『Peke』（みのり書房）創刊。編集長は「迷宮」の川本耕次。連載当時、全国のロリコン少年達の胸をときめかした[66]という吾妻ひでおのSFパロディ漫画『どーでもいんなーすぺーす』連載開始[67][68][69]。第4話『すーぱーがーる』（1978年12月号掲載）は吾妻の代表作『ななこSOS』の原型となる[70][71]。
- 1978年9月24日 - 『週刊少年サンデー』（小学館）39号に高橋留美子『うる星やつら』第1回が掲載（アニメは1981年10月14日から放送開始）。
- 1978年10月 -  「迷宮」の佐川俊彦によって少年愛をテーマにした耽美雑誌『COMIC JUN』（サン出版）創刊。1979年8月に休刊。後に漫画・文芸混合の総合誌『JUNE』として復刊し、1990年代まで刊行される。
- 1978年11月6日 - 三流エロ劇画御三家（他2誌は『劇画アリス』『漫画大快楽』）のひとつ『漫画エロジェニカ』（海潮社）11月号がわいせつ文書図画販売でエロマンガ史上初の摘発を受ける[72][73]。以後、三流劇画ブームは失速の一途をたどる。
- 1978年12月10日 - 『別冊奇想天外 NO.6 SFマンガ大全集 PART2』（奇想天外社）に吾妻ひでおが『不条理日記』を描く。
- 1978年12月17日 - 蛭児神建が日本初のロリコン同人誌『愛栗鼠』（アリスマニア集団・キャロルハウス出版部）をコミックマーケット10で頒布する[74]。

### ロリコンブーム
- 1979年1月 - ロリコンブームの実質的な火付け役といわれる山木隆夫撮影『Little Pretenders 小さなおすまし屋さんたち』（ミリオン出版）発売[20]。1982年3月までに20万部を売る[75][76]。
- 1979年3月 - 『週刊少年チャンピオン』（秋田書店）3月5日号から同年4月2日号まで吾妻ひでおの『シャン・キャット』が連載される。これが吾妻にとって『週刊少年チャンピオン』最後の連載作品となった。
- 1979年4月7日 - テレビアニメ『機動戦士ガンダム』（名古屋テレビ）放送開始（〜1980年1月26日）。後に全52話の予定が43話に短縮される形で打ち切りとなる。
- 1979年4月8日 - 日本初のロリコン漫画同人誌『シベール』（無気力プロ）創刊[77]。手塚治虫的な漫画キャラクターによる性的表現の嚆矢。まんが画廊に出入りしていた沖由佳雄、蛭児神建、孤ノ間和歩、計奈恵、豊島ゆーさく、森野うさぎらが参画[78]。1981年4月まで全7号が発行される。
- 1979年4月8日 - 蛭児神建編集『愛栗鼠』の後継誌『ロリータ』（アリスマニア集団・キャロルハウス出版部）創刊。同年7月の2号で休刊。
- 1979年5月 - 同年2月に休刊した『Peke』の後継誌『月刊COMIC AGAIN』（みのり書房）創刊。
- 1979年5月 - 元祖おたく族のSFファンから絶大な支持を集めた『不条理日記』（吾妻ひでお）が『劇画アリス』17号から連載開始[77]。
- 1979年6月頃 - 伝説的自販機本『少女アリス』（アリス出版）創刊。美少女（ロリコン）をテーマにした商業誌の記念すべき第1号。2代目編集長は川本耕次。
- 1979年6月10日 - 吾妻ひでお『パラレル狂室』（奇想天外社）発売。
- 1979年11月 - 石川洋司撮影『les Petite Fees ヨーロッパの小さな妖精たち』（岩波企画）発売。公称60万部[53]。これは無名のカメラマンが無名の外国人モデルを起用したロリータ写真集で、とくに宣伝もなかったが、国内における写真集の売上記録を塗り替える大ヒットを記録した[79]。
- 1979年11月20日 - 写真集『少女アリス』の続編『ALICE FROM THE SEA 海からきた少女』（河出書房新社）出版[53]。
- 1979年12月 - 『漫画エロジェニカ』1979年12月号に中島史雄が先駆的なロリコン劇画『幼女と少女がもんちっち』を発表、ロリコンブームの走りとなる[80]。これは所謂「おねロリ」をテーマにした成人向け漫画の第1号であり、作中に登場する幼女のヒロコは当時のロリコンファンのアイドル的存在であったヒロコ・グレースがモデルとなっている[81]。ちなみに本作品の影響から中島はロリコン劇画のパイオニアとみなされているが、当の中島本人は「（ロリコン劇画を描いたのは）実は内山亜紀さんのほうが1ヶ月早い」「彼が描いた少女のヘアスタイルがとても良かったんです」「内山さんに聞いたら『あなたの方が早い』と言うんだけど、本人が言うんだから間違いない（笑）」と語っている[82]。
- 1979年12月 - 『機動戦士ガンダム』のエロパロ同人誌『AMA』（東京アニメニア・アーミー）創刊。1981年7月まで全4号が発行される。
- 1979年冬 - この頃までに沖由佳雄と蛭児神建との関係が悪化[78]。以後、蛭児神は『シベール』を離れて同人サークル「アリスマニア集団・キャロルハウス出版部」を解消すると共に、後継サークルの「変質社」を発足させる。
- 1979年12月15日 -  宮崎駿監督作品『ルパン三世 カリオストロの城』（東宝／東京ムービー新社）公開。当時のアニメファンから好意的に迎えられるが興行的には赤字に終わる[83]。ちなみに本作は「ロリコン」という言葉の最も早い用例としても知られ、アニメファンに「ロリコン」を広めるきっかけになったほか、ヒロインのクラリスは美少女アニメキャラ人気（＝二次元コンプレックス）の端緒になったといわれる[84]。
- 1979年12月25日 - 吾妻ひでお『不条理日記』（奇想天外社）発売。
- 1979年12月31日 - 米沢嘉博編集の同人誌『吾妻ひでおに花束を』（虎馬書房／大日本吾妻漫画振興会）発行。
- 1970年代後半 - アンダーグラウンドなロリコン雑誌『キャンディ』（1983年11月にJOY企画から創刊された同名雑誌とは無関係）の編集長が4文字略語の「ロリコン」という言葉を使い始める[85]。
- 1970年代末 - 高田馬場に実写派のロリコンショップ「ぺぺ」が開店[86]。
- 1979年頃 - ビニ本ブームを反映したロリコン物が流通するようになる[59]。

- 1980年 - 日本PTA全国協議会が有害図書販売規制立法請願を国会に提出し[87]、43都道府県の地方公共団体が青少年保護育成条例による条例制定を行った[88]。以後、青少年に対する自販機本・ビニ本販売の規制強化が進み[89]、1980年代中頃までに自販機本は絶滅に追い込まれた。
- 1980年 - 『漫画大快楽』（檸檬社）の菅野邦明・小谷哲体制が崩壊[90]。後に菅野編集の『漫画ピラニア』（辰巳出版）と小谷編集の『漫画カルメン』（蒼竜社）に分派する。
- 1980年1月頃 -  アリス出版の川本耕次からの依頼で吾妻ひでおが『増刊少女アリス』に『午後の淫荒』を掲載[67][68][91][92]。以降『少女アリス』Vol.15（1980年9月発売）まで8作品の「純文学シリーズ」を発表する。
- 1980年1月 - 『週刊少年ジャンプ』2号（1月14日号）から金井たつお『いずみちゃんグラフィティ』連載開始（〜同年40号）。
- 1980年1月 - 吾妻ひでお『やけくそ天使』連載終了。次回作『スクラップ学園』が『プレイコミック』（秋田書店）1月24日号より連載開始。
- 1980年2月 - 『週刊少年ジャンプ』5・6合併号（2月4・11日号）から鳥山明『Dr.スランプ』連載開始（〜1984年39号）。
- 1980年3月 - 『月刊OUT』（みのり書房）3月号に『機動戦士ガンダム』のセイラ・マスのヌード・ピンナップ「悩ましのアルテイシア」掲載。
- 1980年4月 - 吾妻ひでおの『ななこSOS』が『ポップコーン』（光文社）4月号より連載開始。
- 1980年4月 - 『SFマンガ大全集』の後継誌『マンガ奇想天外』（奇想天外社）創刊。1982年5月まで全10号を刊行。
- 1980年5月 - 自販機本『劇画アリス』が通巻29号で終刊。その後、後継誌『グルーピー』（アリス出版）のアリス特集（巻号不明／自販機本のため発行年月日記載なし）で米沢嘉博が『シベール』を商業誌で初めて紹介する[90]。
- 1980年7月 - 『シベール』に直接的影響を受けたコピー誌『ロータリー』（ロータリークラブ）創刊。少年漫画的な絵柄によるショートストーリー創作集でギャグ、パロディ、性的描写なども含む[93]。当初は限定13部だったが後にオフセット化してコミケにも参加する[94]。
- 1980年7月9日 - 海潮社倒産[95]。『漫画エロジェニカ』が6月号で休刊。次号予告が掲載された同誌増刊号『漫画エロリータ』も告知なく廃刊。
- 1980年8月 - 『ルパン三世 カリオストロの城』のクラリスを題材にしたさえぐさじゅんによるロリコンファンジン『クラリス狂専誌 クラリスMAGAZINE』（A・W・S・C内クラリスマガジン編集室）創刊[96]。同年9月14日のコミックマーケット15で頒布[77]。同年12月発売の続刊も即完売する[97]。クラリスブームの幕開け。
- 1980年8月 - アリス出版分裂。群雄社設立。
- 1980年9月 - 川本耕次が『少女アリス』15号を最後に編集長を降板。
- 1980年9月 - 蛭児神建編集のロリコン同人誌『幼女嗜好』（変質社）創刊[77]。
- 1980年9月 - 早坂未紀の個人画集『FRITHA』（トラブルメーカー）創刊[77][94]。
- 1980年10月 - 『アニメージュ』（徳間書店）10月号の吾妻ひでおを囲んた座談会で「二次元コンプレックス」という言葉が初めて商業誌に使われる[96]。
- 1980年12月 - 『月刊OUT』12月号に米沢嘉博の「病気の人のためのマンガ考現学・第1回／ロリータ・コンプレックス」が掲載。アニメ雑誌で「ロリコン」という言葉が初めてクローズアップされる。
- 1980年12月 - ピグマリオンコンプレックスとテクノとロリコンをテーマにした同人誌『人形姫』（サーカスマッドカプセル）創刊。中心メンバーは千之ナイフと破李拳竜[41]。
- 1980年12月 - アニメキャラのヌードをテーマにしたみやすのんき主宰の同人誌『のんき』（おとぼけ企画のんき編集室）創刊。
- 1980年12月17日 - 『水曜ロードショー』（日本テレビ放送網）で『ルパン三世 カリオストロの城』初放送。

- 1981年3月 - クラリスの異常人気を受けてアニメ雑誌『アニメック』17号（4月1日発行）が全25頁にもわたるロリコン大特集「“ろ”はロリータの“ろ”」を組む[98]（担当者はまんが画廊の常連客で同誌副編集長だったKADOKAWA代表取締役副社長の井上伸一郎）[99]。漫画・アニメ誌において「ロリコン」が本格的に特集されたのはこれが史上初となる（単体の記事としては『月刊OUT』1980年12月号掲載の米沢嘉博「病気の人のためのマンガ考現学」が初出）。本特集ではアニメ、同人誌、三流劇画、SFなど多角的に「少女愛」が考察されており、具体的には『ルパン三世 カリオストロの城』のヒロイン・クラリスをはじめとする名作アニメの少女評、安座上学によるSFとロリータ・コンプレックスを関連づけた評論「SFと少女愛好の双曲線 二次元コンプレックス処方箋」[100][101][54]、吾妻ひでお・村祖俊一・中島史雄らへのインタビュー、そして『シベール』をはじめとするロリコン同人誌紹介のほか、ルイス・キャロル研究の第一人者である高橋康也へのインタビュー記事などが掲載された。また表紙には『カリオストロの城』の劇中において「妬かない、妬かない。ロリコン伯爵。や〜けどすっぞ〜!」とルパンが発した直後のシーンが流用されている[77]。
- 1981年4月5日 - コミックマーケット17をもって『シベール』終刊。
- 1981年4月13日 - 清岡純子撮影の少女ヌード写真集『白薔薇園』（大塚カラー出版）が季刊誌として創刊。創刊号から5万部のヒットとなる[75]。
- 1981年5月 - 奇想天外臨時増刊号『吾妻ひでお大全集』（奇想天外社）発売。寄稿者は新井素子、飯田耕一郎、いしかわじゅん、坂口尚、ささやななえ、高橋留美子、橋本治、ひさうちみちお、松久由宇、米沢嘉博、萩尾望都、川又千秋ら。
- 1981年7月 - 自販機本『少女アリス』が通巻25号で終刊。吾妻ひでお『海から来た機械』掲載。
- 1981年7月10日 - 吾妻ひでお『陽射し』（奇想天外社）発売。
- 1981年7月26日 - 『陽差し』刊行記念に紀伊國屋書店新宿本店で吾妻ひでおのサイン会が行われる[102]。
- 1981年8月15〜16日 - コミックマーケット18で吾妻ひでおが『ミャアちゃん官能写真集』（無気力プロ）を頒布。3000部が即完売する[103]。
- 1981年8月22〜23日 - 大阪で開催された第20回日本SF大会（通称：DAICON 3）開会式で自主制作アニメ『DAICON III OPENING ANIMATION』が上映され、吾妻ひでお作品に登場する不気味やナハハが客演する。ちなみに同作品は後に『新世紀エヴァンゲリオン』を製作するガイナックスの原点となったことでも知られている。
- 1981年10月 - まんがマニア専門誌『ふゅーじょんぷろだくと』（ラポート）が「ロリータあるいは如何にして私は正常な恋愛を放棄し美少女を愛するに至ったか」特集。ロリコンブームの仕掛け人である吾妻ひでお、内山亜紀、谷口敬、蛭児神建、早坂未紀、川本耕次らの座談会や、志水一夫（原丸太）によるロリコン同人誌の紹介記事「ロリコンファンジンとは何か──その過去・現在・未来  ロリコン同人誌界分布図の試み」などが掲載される。表紙は真崎守が担当、特集扉絵は弟子の中島史雄による描き下ろし。
- 1981年10月6日 - 望月智充編集のミニコミ誌『別冊アニコム 少女愛好家のために』（早稲田大学アニメーション同好会）発行。
- 1981年11月 - プレロリコン漫画誌『月刊YOUNG KISS』（光彩書房）が創刊されるも6号で休刊（〜1982年4月）[41][104]。その後『漫画エマニエル』1982年5月号増刊として後継誌『純少女』（同）が創刊されるも1号で休刊する。
- 1981年12月 - 商業初の美少女コミック誌『レモンピープル』（あまとりあ社）創刊。看板作家は吾妻ひでおと内山亜紀[104]。創刊当初は三流劇画から派生した「ロリコン劇画」（美少女劇画とも）とコミケ系の「ロリコン漫画」が混在していた[105]。

- 1982年1月 - 『週刊少年チャンピオン』（秋田書店）1月1日号（1・2合併号）から内山亜紀『あんどろトリオ』連載開始。
- 1982年2月以降 - この頃から『プレイボーイ』『GORO』『ホットドッグ・プレス』『バラエティ』『BRUTUS』などの男性週刊誌が立て続けに「ロリコンブーム」の特集を組むようになる[106]。
- 1982年3月 - 『月刊OUT』3月号で吾妻ひでおVS米沢嘉博「OUTにかかわったばかりに道を誤った二人の不条理対談」掲載。
- 1982年3月 - 大塚英志が『ふゅーじょんぷろだくと』のロリータ特集にヒントを得てアニメージュ増刊『アップル・パイ 美少女まんが大全集』（徳間書店）を企画発売[107]。これは児童向け雑誌が母体だった徳間書店第二編集局内で企画編集されたため、必然的に性的表現を排除した健全な内容になっており[108]、これが結果的に「ロリコン」（＝萌え）から「セックス」を切り離した非エロ系美少女コミック誌の先駆けとなる。主な執筆陣は吾妻ひでお、和田慎二、村祖俊一、早坂未紀、谷口敬、浪花愛、ふくやまけいこ、このま和歩、望月智充、原丸太などで過渡期ゆえにアニメ系同人誌出身作家と三流劇画出身者が混在している[107]。後継誌は大塚英志編集のアンソロジーコミック『プチアップルパイ 美少女まんがベスト集成』。
- 1982年3月18日 - 葦プロダクション製作のテレビアニメ『魔法のプリンセス ミンキーモモ』（テレビ東京）放送開始。
- 1982年3月25日 - 吾妻ひでお『海から来た機械』（奇想天外社）発売。
- 1982年4月 - クラリスなど名作アニメの美少女キャラを集めてトランプにした「ロリコントランプ」が『アニメージュ』（徳間書店）4月号付録につく[83][109]。パッケージイラストは吾妻ひでお画のアンジェ。
- 1982年4月 - 『月刊OUT』4月号に米沢嘉博の「ロリコンブームに物もうす」が掲載。二次元コンプレックスやファッションとして消費されるロリコンカルチャーに警鐘を鳴らす内容（最下段にそれまでの流れも概説）。
- 1982年初夏 - 男性向け総合月刊誌『ヘイ!バディー』（白夜書房）がロリータ専門誌に転向する[110]。
- 1982年5月 - 『アニメージュ』5月号に「アニメファンのビョーキスタイル研究」掲載。米沢嘉博や内山亜紀へのインタビューが中心。
- 1982年5月8日 - 吾妻ひでお原作のテレビアニメ『おちゃめ神物語 コロコロポロン』（フジテレビ）放送開始。
- 1982年5月31日 - 蛭児神建を監修者に起用したロリコンブームの集大成本『ロリコン大全集』（群雄社出版）発売。吾妻ひでお、内山亜紀、米沢嘉博、蛭児神建、高取英、谷口敬、杉浦日向子、さべあのま、早坂未紀、青山正明、近藤昌良、孤ノ間和歩、千之ナイフ、赤井孝美、女子高生など多彩な人材が集った評論集・コミック&画集。初版2万3千部は完売し、1982年末までに4万部を発行した[111]。編集人は元アリス出版の川本耕次と元ふゅーじょんぷろだくと編集部の緒方源次郎[112][113]。内容としては少女写真やコミック、ロリコン用語の基礎知識（米沢嘉博）、女子高生座談会、少女愛の社会学・考現学などを多角的に分析した評論などが掲載されている。付録にロリーポップ着せ替え人形、ろりろりシール、ロリコンカセットレーベル、蛭児神の同人誌『幼女嗜好』出張版付き。吾妻は当時のロリコン漫画界の諸相を任侠映画風に描き出した『仁義なき黒い太陽 ロリコン編』という「女の子がひとりも出てこない、おっさんばかり出てくる、嫌がらせのような（笑）作品」を寄稿した（川本耕次談）[65][114]。
- 1982年6月 - 『アニメージュ』6月号で宮崎駿が「ぼくらはあこがれを“遊び”にはしなかったし、また、大っぴらに口にすることは恥ずかしかった。“恥じらい”があったんですよね。／とにかくいまのぼくは“ロリコン”を口で言う男はきらいですね」とロリコンについて言及する[83]。
- 1982年7月 - 『週刊少年チャンピオン』30号（7月9日号）から手塚治虫『プライム・ローズ』連載開始（〜1983年6月3日号）。
- 1982年7月 - 同人誌からロリコンに関する図版と記事を転載した『ロリコン白書―ロリコン同人誌ベスト集成』（白夜書房）発売。『漫画ブリッコ』の前身となる。
- 1982年7月 - 『月刊OUT』7月号臨時増刊号として『アニパロコミックス』（みのり書房）創刊。1993年に休刊。
- 1982年7月 - 『レモンピープル』7月号の読者投稿欄より「ロリコン（漫画）にエロ（裸）は必要か」という誌上討論が持ち上がる[115][116][117]。
- 1982年8月 - 日本初のロリータビデオ『あゆみ11歳 小さな誘惑』発売。内容は大学生の青年が伊豆の別荘地で出会った少女に懸想するというもの。定価3万円で約4000本が即完売したという。また大学生のツトム役としてロリコンライターの草分け的存在だった青山正明が作品に出演している[118]。その後『あゆみ11歳』発売からわずか半年で50本以上ものロリータビデオが国内で製作された[119]。
- 1982年8月14〜15日 - 東京で開催された第21回日本SF大会（通称：TOKON 8）開会式で大阪のマイコンサークル「NEWON」が自主制作した吾妻ひでお原作の短編アニメーション作品『夕顔』（自販機本『少女アリス』掲載）上映。
- 1982年9月 - ロリコン漫画誌『漫画ブリッコ』（セルフ出版→白夜書房）創刊。当初は三流劇画の再録誌としてスタートしたため販売不振に悩む。
- 1982年秋頃 - 檸檬社倒産。三大エロ劇画誌としては唯一の生き残りだった『漫画大快楽』が休刊。三流劇画ブームが完全に終焉する[120]。
- 1982年10月 - 『ロリコンランド』（白夜書房『ヘイ!バディー』増刊）創刊。主に読者投稿の盗撮写真や犯罪写真などが多数掲載されていた。
- 1982年10月 - 清岡純子少女写真集『プチトマト』創刊。1987年に第42号が発禁となり廃刊するまで月刊ペースで定期刊行された。
- 1982年11月5日 - パソコンショップ高知（PSK）からアダルトゲーム『ロリータ 野球拳』発売。吾妻ひでおの画風を真似たグラフィックデザインが人気を博した。続編は下校中の少女と格闘してレイプする『ロリータⅡ 下校チェイス』（1983年5月）と『ファイナルロリータ』（1985年11月）の2部作[121]。
- 1982年11月10日 - アンソロジーコミック『プチアップルパイ 美少女まんがベスト集成』創刊。以後、5年掛かりで全18号を刊行。

- 1983年1月15日 - 大塚英志と小形克宏の企画で『COMICキュロットDX』がセルフ出版から『劇画パニック』増刊として発行。新生『漫画ブリッコ』のパイロット版となる。主な執筆者は中島史雄、谷口敬、飯田耕一郎、火野妖子、藤原カムイ、中田雅喜、夏目房之介など[122]。
- 1983年2月 - エニックス（現・スクウェア・エニックス）からアダルトゲーム『マリちゃん危機一髪』発売。制作者は永井豪のダイナミックプロ所属の漫画家・槙村ただし[123]。
- 1983年春 - 大塚英志と小形克宏が『漫画ブリッコ』の編集に参加。4月23日発売の5月号から『レモンピープル』と並ぶ美少女コミック誌にリニューアルする。
- 1983年4月1日 - コミックマーケット23で頒布された『SF大会本 第21回SF大会プライベートレポート TOKONVIII』（虎馬書房）に吾妻ひでおが「祭りの終焉」を描いた非ギャグ漫画『冷たい汗 TOKONの夜』を描く。その他、吾妻と親交があるとり・みきといしかわじゅんのレポート漫画、および前述した作家3人と米沢嘉博のパネルディスカッションなどが掲載された。
- 1983年4月2日 - 吾妻ひでお原作のテレビアニメ『ななこSOS』（フジテレビ）放送開始。
- 1983年5月23日 -『漫画ブリッコ』6月号からミニコミ誌『東京おとなクラブ』の出張版『東京おとなクラブJr.』の1コーナー[124]として中森明夫の「『おたく』の研究[125]」が連載開始。これが「おたく」の語源となる[126]。また同6月号では岡崎京子が商業誌デビューしている。
- 1983年6月 - エニックス（現・スクウェア・エニックス）からアダルトゲーム『女子寮パニック』発売。
- 1983年7月1日 - ぴえろ魔法少女シリーズ第1作『魔法の天使クリィミーマミ』（日本テレビ放送網）放送開始。
- 1983年10月 - エニックス（現・スクウェア・エニックス）からアダルトゲーム『ロリータ・シンドローム』発売。『マリちゃん危機一髪』に続くエニックス第2回目のゲームホビープログラムコンテスト受賞作の製品化[127]。制作者は学習漫画で知られる望月かつみ[128]。手塚治虫や藤子不二雄の系譜を引く可愛らしい絵柄とは裏腹に残酷で猟奇的な内容が一部で話題となった[129]。また「全国5000万人のお医者さんごっこファンを狂喜させるロリコンゲーム」がキャッチコピーの続編『マイ・ロリータ』（1985年3月）は「病院に来た美少女から卵子を摘出してクローンを作る」等といった前作を上回る過激な内容からエニックスに販売拒否されたため光栄から発売された[130]。
- 1983年10月20日 - クラリスマガジン被害者同盟が結成[131]。いわゆる「クラリスマガジン事件」が本格的に勃発する。同事件の詳細については漫画評論同人誌『ロリコンブームの後を追って』（暗黒拠点月）第5章「シベールの子ら──シベール以後に現れた同人誌など」を参照されたい。
- 1983年12月10日 - 藤脇邦夫の企画で白夜書房の漫画単行本レーベル「白夜コミックス」刊行開始。同時発売された第1弾は藤原カムイ『デジャ・ヴ』とひろもりしのぶ第1作品集『オトナなんかだいっきらい!』の2冊。同シリーズは青林堂のA5判・850円という高価な価格設定を踏襲したが、第1弾のみで最終的に2万部が完売した[132]。

- 1984年 - 『宇宙戦艦ヤマト』『機動戦士ガンダム』の異常人気を受けて始まったアニメブームが終焉する[109][133]。以後、ティーンエイジャー向けの作品は、主にOVA（オリジナル・ビデオ・アニメーション）を主戦場として制作されるようになる。
- 1984年 - 群雄社倒産。川本耕次が独立する。
- 1984年 - 庵野秀明らが学生時代に制作した自主制作アニメ『DAICON III OPENING ANIMATION』に触発された森野うさぎらによってアニメ・特撮・同人誌の制作を中心とする同人サークル「スタジオ・アオーク」が結成[134]。あさりよしとお、ふじたゆきひさ、豊島ゆーさく、くあTERO、来留間慎一などの漫画家が集結して短編アニメーション作品『AWAKE』（1984年8月16〜17日に杉並公会堂で開催された「ウル祭III」こと第3回特撮大会で上映されたオープニングアニメ）などを自主制作した。
- 1984年2月11日 - 押井守監督『うる星やつら2 ビューティフル・ドリーマー』（東宝）公開。学園祭前日が永遠に繰り返されるというループ構造（サザエさん時空）に自己言及したエポックメイキングな作品であり、後に社会学者の宮台真司が提唱した「終わりなき日常」の元ネタとなる。
- 1984年3月23日 - 白夜コミックス第2弾として森野うさぎ第1作品集『ミルキィ★ボックス』とアンソロジーコミック『美少女同人誌 スーパーアンソロジー』（漫画ブリッコ編集部／編）が同時発売される。寄稿者はあきもとかづひろ、あさりよしとお、あぽ、池田一弘、l.N.U.、沖由佳雄、計奈恵、さえぐさじゅん、沢田翔、川猫めぐみ、すらそうじ、園田健一、たかはしちこ、西秋ぐりん、藤原カムイ、水縞とおる、森野うさぎ、有紀桂、寄生虫（五十音順）。
- 1984年春[135] - 自販機本『ピンクハウス』（日本出版社）に掲載された『ほら、こんなに赤くなってる』で森山塔（山本直樹）がデビュー。
- 1984年5月1日 - 『漫画ブリッコ』5月増刊号『美少女イラスト・ベスト・セレクション─ペパーミント☆ギャラリー』（セルフ出版）発行。これは『漫画ブリッコ』に連載された「ブリッコ劇写文庫シリーズ」に早坂未紀、沖由佳雄、ちみもりを、計奈恵、白倉由美らの描き下ろしを加えて単行本化したもの。その他に藤原カムイ、谷口敬、羽佐間みのる、あぽ、森野うさぎ、洋森しのぶらが作品を寄稿した。
- 1984年5月 - 『SFマンガ競作大全集 Part25』（東京三世社）に吾妻ひでおが『夜の魚』を描く。続編『笑わない魚』は『SFマンガ競作大全集 Part28』（1984年11月）に掲載。
- 1984年5月 - PSKから『不思議の国のアリス』をモチーフにしたアダルトゲーム『ALICE』FM-7版が発売[136]。PC-88版は7月発売[137]。
- 1984年7月 - 奇想天外社倒産。
- 1984年7月 - 成人向け美少女アニメの記念すべき第1号『仔猫ちゃんのいる店』（中島史雄原作）がワンダーキッズからOVAで発売。
- 1984年8月 - 美少女アニメの原点と言われるOVA『くりぃむレモン パート1 媚・妹・Baby』（フェアリーダスト／創英新社）発売。妹ヒロインの亜美がカリスマ的な人気を博す。以後、同シリーズはファンタジー、SF、レズ、触手責めなど多彩なジャンルをテーマに躍進を続け、美少女アニメの基礎を築いた。なおスタッフには計奈恵、孤ノ間和歩、庵野秀明、山本直樹らも起用されている。
- 1984年8月3日 - 『漫画ブリッコ』の姉妹誌『いけないCOMIC』創刊。みやすのんきが創刊号に『ニューヨーク1997』の舞台を日本に置き換えたパロディ漫画『NEO TOKYO 1997』を描くが皇子（ショタ）が無法地帯に不時着して陵辱されるという内容だったため右翼が街宣車で白夜書房に抗議する異例の事態となった[138]。
- 1984年8月8日 - かがみあきら急逝。
- 1984年9月1日 - モンド系のロリコン漫画誌『プチパンドラ』創刊。編集人はロリコン界の教祖としてコミケットで有名だった蛭児神建。
- 1984年10月1日 - 白夜書房の系列会社が経営する漫画専門書店「まんがの森」新宿店が開店。当時は美少女漫画の半ば「聖地」として扱われた。
- 1984年12月 - 川本耕次を監修者に起用した『ロリコンHOUSE』（三和出版）創刊。美少女と二次コン中心の本格的な美少女総合専門誌を標榜し「本邦初のロリコン専門誌」を自称した[139]。
- 1984年12月3日 - 美少女アニメ『くりぃむレモン パート3 SF・超次元伝説ラル』発売。キャラクターデザインは孤ノ間和歩と計奈恵。少女を犯す対象が人間ではなく触手という理由から無修正で日本ビデオ倫理協会の審査を通過したことでも話題となった[140][141]。

- 1985年6月 - 宮崎駿の『風の谷のナウシカ』（84年3月11日公開）を制作したトップクラフトを発展的に解散・改組する形でスタジオジブリ設立。
- 1985年7月10日 - 森野うさぎ主宰の同人サークル「スタジオ・アオーク」が実質的な制作を請け負った大塚英志原案のアダルトアニメ『魔法のルージュ りっぷ☆すてぃっく』（白夜書房）発売。
- 1985年7月23日 - 大塚英志が『漫画ブリッコ』9月号を最後に編集長を降板。斎藤O子に編集長が交代する。
- 1985年9月 - 同年8月10日発売の『ヘイ!バディー』9月増刊号『ロリコンランド8』（白夜書房）が警視庁保安一課より摘発され発禁回収処分となる[142]。翌10月発売の1985年11月号を最後に『ヘイ!バディー』終刊[143]。第1次ロリコンブームが終焉する。
- 1985年12月23日 - 『漫画ブリッコ』休刊。後継誌は『漫画ホットミルク』。以後、ロリコン漫画雑誌の多くが美少女コミック誌に転身する。

- 1989年12月24日 - 東京・埼玉連続幼女誘拐殺人事件を受けて別冊宝島104号『おたくの本』（JICC出版局）発売。中森明夫「僕が『おたく』の名付け親になった事情」のほか、米沢嘉博、浅羽通明、みうらじゅん、土本亜理子、小浜逸郎、永江朗らが「おたく」にまつわる論考を寄稿した。

- 1991年夏 - 有害コミック騒動の影響で1991年8月に開催予定であったC40が会場予定地の幕張メッセより開催拒否（コミケ幕張メッセ追放事件）。

- 1992年4月 - 吾妻ひでおが大塚英志に単行本『夜の魚』のあとがき漫画『夜を歩く』（後に『失踪日記』の第1話となる）を宅配便で送ったその足で再び失踪する[144]。その後、同書は吾妻不在のまま同年9月28日に太田出版から刊行された。巻末解説は飯田耕一郎、いしかわじゅん、大塚英志。
- 2019年10月13日 - 吾妻ひでお逝去（訃報は10月21日）。

## 関連文献
- ラッセル・トレイナー 『ロリータ・コンプレックス』飯田隆昭訳、太陽社、1969年、ISBN 4884680081
- 『ふゅーじょんぷろだくと』1981年10月号 特集「ロリータあるいは如何にして私は正常な恋愛を放棄し美少女を愛するに至ったか」[注釈 5]
- 『ロリコン白書 by ふゅーじょんぷろだくと』エンドレス企画 1982年
- 内山亜紀『ロリコンABC』久保書店〈Worldコミックス〉 1983年
- 内山亜紀『ロリコン・ラブ』久保書店〈Worldコミックス〉 1983年
- 『ロリコン大全集』改訂版 群雄社出版 1983年
- 『体験告白・僕のロリコン=ラブ』 日本ダイパック 1983年
- 『アリス・クラブ』1992年7月号増刊『ミルク・クラブ』白夜書房[注釈 6]
- 宮台真司ほか『サブカルチャー神話解体―少女・音楽・マンガ・性の30年とコミュニケーションの現在』PARCO出版 1993年 ISBN 4891943602
- 木下信一『日本のサブカルチャーにおける《ルイス・キャロル＝ロリータ・コンプレックス》像の定着史』日本ルイス・キャロル協会編『Mischmasch』Vol.7, pp.74-95, 2004年
- 宮島鏡『少女愛』作品社、2005年5月、ISBN 9784861820311
- 蛭児神建『出家日記 - ある「おたく」の生涯』角川書店、2005年、ISBN 978-4048839327